# 実検
実検（じっけん）とは、物事の状況を実際に調査・確認すると言うこと。
具体的に挙げれば、朝儀や公事に際して必要な場所・人員・物資が確保されているかを確認すること、合戦の戦功に関する報告が正しいか確認すること（首実検・疵実検）、裁判における裁判機関による現場検証（特に境相論では実検が裁判機関の職権で行われた）、中世における土地調査（検注）などが挙げられる。